# Ritus (Buch)
Ritus ist ein Horror- und Fantasy-Roman des Autors Markus Heitz. Er ist in Deutschland am 1. Juni 2008 vom Knaur Verlag veröffentlicht worden. Der Nachfolgeband heißt Sanctum. 

## Inhalt

### Handlung
Das Buch spielt in Europa in zwei Handlungssträngen. 
Im Jahr 1764 werden in Frankreich mehrere Frauen und Kinder von einer unbekannten Bestie getötet. Der Witwer Jean Chastel macht sich mit seinen Söhnen auf die Jagd nach dem Wesen, um das außerordentlich hohe Kopfgeld zu erhalten. In einer seiner Fallen im Wald entdeckt er einen Werwolf, hält diesen Fund jedoch geheim. Kurz darauf wird die Familie von einem weiteren Werwolf angegriffen und Chastels Söhne werden infiziert. 
Im Jahr 2004 ist Macho und Einzelkämpfer Eric von Kastell einer von wenigen Menschen, die wissen, dass nach wie vor Werwölfe existieren. Er verfolgt die Wesen durch ganz Europa, um sie auszurotten.   

## Form
Die zwei Handlungsstränge, zwischen denen 240 Jahre liegen, wechseln sich kapitelweise ab, kreuzen sich jedoch nie. Es besteht ein großer Unterschied zwischen den Persönlichkeiten der Protagonisten und ihren Welten. So erscheint Eric von Kastell neben dem Familienmenschen Chastel und dessen Problemen wie ein „absolut unnatürlicher und überzeichneter Charakter“, schreibt Peter Kümmel. „So unterschiedlich wie die Protagonisten ist aber auch die Atmosphäre [...]. Auf der einen Seite das Frankreich des 18. Jahrhunderts mit Klöstern und Kutschen, Jägern und Edelmännern, so wie man es sich aus unserer Warte heraus vorstellt. Dagegen auf der anderen Seite ein Europa der Gegenwart, wie man es allenfalls aus Science Fiction-Filmen kennt. Dunkel, schmutzig, schnell und kalt – eine Welt mit einem Protagonisten, die frappant an „Blade“ erinnert. Der einsame Jäger, der in Windeseile von Ort zu Ort reist, um seine Feinde zu erlegen; viel Drumherum bleibt da nicht.“

## Hintergrund
Markus Heitz ließ sich vom Mythos der Bestie des Gévaudan aus dem 18. Jahrhundert inspirieren. Dieser diente bereits als Vorbild für den französischen Film Pakt der Wölfe,  von dem sich Heitz offenbar stark beeinflussen ließ.

## Rezension
„Sinn macht diese Konstruktion für den Leser meiner Ansicht nach überhaupt keinen und logisch gerechtfertigen lässt sie sie ebenfalls nicht. [...] 
Als Leser ist man permanent zur Story in Frankreich hingezogen, die gut aufgebaut und flüssig erzählt ist, wenn auch die sprachlichen Mittel eher bescheiden sind. Die Geschehnisse der Gegenwart dagegen bilden oft nur eine lästige Pausen-Action, die man gerne überfliegen möchte. [...]
Der Leser hat im Prinzip zwei völlig unabhängige Stories vor sich, die er abwechselnd verfolgen kann. Für Spannung ist dabei ausreichend gesorgt, zuweilen bietet der Autor Action pur. Dennoch entsteht aus dem Wechsel jedesmal ein Bruch [...]. Die Enttäuschung kommt jedoch zum Schluß, denn Markus Heitz hat nicht mal im Ansatz einen befriedigenden Abschluß gefunden. „;Ritus“; ist ein reiner Fortsetzungsroman und verpflichtet den Leser, auch den Nachfolgeband „;Sanctum“; zu kaufen, wenn er sich nicht mit diesem Ende zufriedengeben will.“

### Textausgaben
- Markus Heitz: Ritus. Knaur-Taschenbuch-Verlag, München 2008, ISBN 978-3-426-63978-8.